# The New Pearl Harbor
The New Pearl Harbor (idioma inglés The New Pearl Harbor: Disturbing Questions About the Bush Administration and 9/11 El Nuevo Pearl Harbor: preguntas inquietantes sobre la Administración Bush y el 11-S ) es un libro escrito por David Ray Griffin, profesor emérito de filosofía en la Facultad de Teología de la Universidad de Claremont . Señala analogías entre el 11 de septiembre de 2001, los ataques y el ataque a Pearl Harbor en 1941. El título está tomado del documento de 2000 "Reconstruyendo las Defensas de América", producido por el Proyecto para el Nuevo Siglo Americano , que señaló que solo un "nuevo Pearl Harbor" permitiría a las transformaciones de la política militar y de defensa que este grupo deseaba que tuvieran lugar rápidamente.
El libro ha sido incluido en la selección oficial de 99 libros a disposición de todos los miembros de la Comisión del 11-S.

## Contenido
En el libro, Griffin presenta piezas de evidencia y los argumentos que él cree apoyan la conclusión de que la administración de George W. Bush fue cómplice del 11 de septiembre de 2001.
El prólogo fue escrito por Richard A. Falk , profesor emérito de la Universidad de Princeton.
La primera parte del libro analiza los acontecimientos del 11-S, discutiendo cada vuelo, a su vez, y también el comportamiento del presidente George W. Bush y su servicio secreto protección. La segunda parte examina 11/9 en un contexto más amplio, en la forma de cuatro "preguntas inquietantes":
1. ¿Tuvieron las autoridades estadounidenses información por adelantado sobre el 11-S?
2. ¿Hubo funcionarios estadounidenses que obstruyeron las investigaciones antes de 11-S?
3. ¿Existieron funcionarios estadounidenses con razones para permitir el 11-S?
4. ¿Existió un bloqueo de las investigaciones posteriores y encubrimiento por parte de funcionarios del gobierno de Estados Unidos a estas después del 11-S?

## Interpretaciones posibles
Las posibles interpretaciones del 11-S, desarrolladas en los capítulos de este libro, versan en las siguientes alternativas:
1. El Gobierno no ha tenido participación en el evento.[1]
2. Hubo fuentes de información generales, muy difícil de precisar por parte de las agencias de inteligencia que por incompetencia fueron descartadas.[1]
3. Los organismos de seguridad dieron información certera sobre el atentado.[1]
4. Los organismos de seguridad se vieron envueltos en el planeamiento del atentado.[1]
5. El Pentágono planeo los ataques del 9/11[nota 1]
6. La Casa Blanca cayó en serios errores pero no hubo participación directa.[1]
7. La Casa Blanca estaba en conocimiento de los atentados.[1]
8. La Casa Blanca participó activamente en el atentado y contribuyó a esconder la evidencia.[1]

## Respuesta crítica
Los críticos del libro sostienen que muchas de las afirmaciones , y que hay muchos pasos de la lógica del libro son fácilmente refutadas. Griffin rechaza tales críticas y ha debatido con sus críticos. 
Según el exagente de la Agencia Central de Inteligencia (CIA), Robert Baer, escribió en Revista La Nación :

Lo notable acerca de Griffin es que toma estos eventos con gran facilidad y  salta a los males más grandes, con una conspiración en la parte superior. Griffin es un teólogo reflexivo, bien informado que el 11 de septiembre probablemente no habría ido a ninguna parte cerca de una teoría de la conspiración. Pero el fallas catastróficas de ese horrible día son tan inverosímiles y las mentiras sobre Irak tan evidentes, que él siente que no tiene más remedio que reciclar algunas de las teorías de la conspiración más salvajes, varias de las cuales fueron popularizados por Thierry Meyssan en La gran impostura, un best-seller en Francia.

Baer añade que el subtítulo de Griffin, Inquietante preguntas sobre la Administración Bush y el 11/9 , "sugiere que este libro es una búsqueda de la verdad, pero no dejes que te engañe. Su mente está prejuzgada."